# Amphipithecus
 Amphipithecus  ist eine ausgestorbene Gattung der Primaten, die vor rund 40 Millionen Jahren im späten mittleren Eozän im Gebiet des heutigen Myanmar (früher Burma) vorkam. Die Gattung wurde erstmals 1937 von Edwin Harris Colbert wissenschaftlich beschrieben. Einzige Art der Gattung ist Amphipithecus mogaungensis. Ihre verwandtschaftliche Nähe zu anderen Arten ist umstritten.

## Namensgebung
Die Bezeichnung der Gattung ist abgeleitet von der griechischen Vorsilbe ἀμφί- (altgriechisch gesprochen amphi-, „beidseits“) sowie vom gleichfalls griechischen Wort πίθηκος (píthēkos: „Affe“). Das Epitheton der Typusart, mogaungensis, verweist auf den Fundort des 1923 aufgesammelten Typusexemplars eine halbe Meile westlich der Stadt Mogaung (burmesisch: မိုးကောင်း [móɡáʊɰ̃]). Die Vorsilbe amphi- deutet an, dass die 1937 benannte Gattung zwar morphologische Merkmale der „Höheren Primaten“ (Anthropoidea) aufweist, jedoch anhand eines einzigen Belegexemplars nicht sicher zu unterscheiden war, ob sie den Altweltaffen (Catarrhini) oder den Neuweltaffen (Platyrrhini) bzw. den Anthropoidea oder den Halbaffen (Lemuren) zuzuordnen ist, da das Typusexemplar Merkmale beider Verwandtschaftsgruppen besitze, stammesgeschichtlich also „beidseits“ verortet werden könne.

## Erstbeschreibung
Der Erstbeschreibung von Gattung und Typusart liegt als Holotypus das Fragment eines kleinen, linken Unterkiefers mit drei erhaltenen Backenzähnen (Prämolar 2–3, Molar 1) und der Zahnwurzel des Eckzahns zugrunde. Das Fossil (Sammlungsnummer AM 32520) war im Jahr 1923 im Verlauf einer von Barnum Brown geleiteten, vom American Museum of Natural History organisierten Expedition aus der Pondaung Formation freigelegt worden, einer Fundschicht, in der rund 40 Millionen Jahre alte Überreste von Säugetieren erhalten geblieben sind. Zusammen mit zahlreichen anderen Säugetier-Fossilien wurde der Unterkiefer zunächst unbearbeitet archiviert; erst mehr als zehn Jahre später entdeckte der Kurator für Wirbeltierpaläontologie am American Museum of Natural History, Edwin Harris Colbert, die Bedeutung des Fragments und publizierte eine umfangreiche Beschreibung des Unterkiefers.

## Weitere Funde
Erst 1985 wurde von einer Forschergruppe um Russell L. Ciochon ein zweites Fossil aus der Pondaung Formation der Gattung Amphipithecus zugeordnet, und zwar erneut das Fragment eines linken Unterkiefers, in dem zwei Molaren (M1 und M2) von einem erwachsenen Individuum erhalten geblieben sind (Sammlungsnummer DGMU-P1). Dieses Fossil war bereits 1978 in der Nähe der Fundstelle des Typusexemplars aus Lehmboden herausgewittert, dessen Alter auf rund 40 bis 44 Millionen Jahre datiert wurde. Beide Unterkiefer-Fragmente ermöglichten aufgrund des jeweils erhaltenen M1 in der Zusammenschau eine virtuelle Rekonstruktion des linken Unterkiefers.
Weitere Unterkiefer-Fragmente und mehrere einzelne Zähne wurden 1998 und 2004 beschrieben.

## Stammesgeschichtliche Einordnung
Die stammesgeschichtliche Einordnung von Amphipithecus erwies sich als schwierig, vor allem deshalb, weil es zum Zeitpunkt der Erstbeschreibung weltweit nur wenige Funde von fossilen Affen (Anthropoidea) ähnlichen Alters gab. Aus der Pondaung Formation war Amphipithecus beispielsweise nach der 1927 beschriebenen Gattung Pondaungia und deren Typusart Pondaungia cotteri erst das zweite Fossil. Ersatzweise verglich Colbert in der Erstbeschreibung die Gestalt der Molaren von Amphipithecus zunächst mit denen fossiler Nagetiere (Rodentia), Stammhuftiere (Condylarthra) und Paarhufer (Artiodactyla) und stützte so im Ausschlussverfahren seine anfängliche Vermutung, es handele sich um das Fossil eines Affen, da nur aus dieser Gruppe Arten sowohl mit ähnlichen Merkmalen der Molaren als auch der Prämolaren bekannt seien. Allerdings erkannte er auch Merkmale, die denen der Lemuren ähnelten, die früher als Halbaffen bezeichnet wurden: Die Prämolen von Amphipithecus könne man daher als ein „Zwischenstadium zwischen einigen der primitiven Lemuroiden, wie z. B. Pelycodus, und einigen der primitiven Anthropoiden“ interpretieren. Nach einer sehr ausführlichen Abwägung kam Colbert schließlich zu dem Ergebnis, Amphipithecus stehe am ehesten Gattungen wie Propliopithecus und Parapithecus nahe oder müsse nach dem Entdecken weitere Funde einer neuen Familie zugeordnet werden.
1965 beschrieb Elwyn L. Simons im Fachblatt Nature eine neue Gattung und Art aus Ägypten, Aegyptopithecus zeuxis. In dieser Veröffentlichung argumentierte er, dass sowohl die Zahnmerkmale von Aegyptopithecus als auch diejenigen der Typusart von Oligopithecus, Oligopithecus savagei, Gemeinsamkeiten mit Amphipithecus aufweisen, so dass letztere Gattung von Colbert zu Recht den „Höheren Primaten“ (= Affen) zugeschrieben worden sei und eine große stammesgeschichtliche Nähe zu den wesentlich jüngeren Affen-Fossilien aus der ägyptischen Fossillagerstätte Fayyum bestehe.
Ebenfalls im Fachblatt Nature bedauerte 1970 der Paläoanthropologe Frederick S. Szalay, dass Amphipithecus noch immer nur durch den 1937 beschriebenen Unterkiefer belegt sei und bestätigte zugleich Colberts Einschätzung, dass Amphipithecus sehr eigenständige Merkmale aufweise. Szalay interpretierte die von Simons und anderen Autoren geltend gemachten, gemeinsamen Merkmale von einerseits Amphipithecus, andererseits Aegyptopithecus und Oligopithecus, hingegen als Ergebnis einer konvergenten Evolution. Amphipithecus sei weder ein direkter Vorfahre der Neuweltaffen aus Amerika noch ein naher Verwandter der Altweltaffen aus der Fundstätte Fayyum. Möglicherweise handele es sich um eine Gattung aus dem Formenkreis der Feuchtnasenprimaten. Dem widersprach Simons 1971 in einer ausführlichen Stellungnahme: Falls Amphipithecus tatsächlich nicht zu den Anthropoidea gehöre, dann gehöre er einer bislang völlig unbekannten Säugetiergruppe an, die man dann wohl als „Pseudanthropoidea“ oder „Pseudcatarrhini“ benennen müsse. Szalay bekräftigte daraufhin 1972 seine Auffassung, die Ähnlichkeiten seien als Ergebnis einer konvergenten Evolution.
Das 1985 von einer Forschergruppe um Russell L. Ciochon beschriebene, zweite Unterkiefer-Fragment ermöglichte in der Zusammenschau mit dem Typusexemplar eine virtuelle Rekonstruktion eines relativ großen Abschnitts des linken Unterkiefers. Wichtigster Befund dieser im Fachblatt Science publizierten Rekonstruktion war, dass Ciochon Amphipithecus als Gattung der Anthropoidea und – mit einem Fragezeichen versehen – als frühen Altweltaffen interpretierte. Gleichwohl blieb die stammesgeschichtliche Einordnung der Gattung umstritten. In einer 1997 publizierten, umfangreichen Studie über den Ursprung der Anthropoidea wurde Amphipithecus mogaungensis und Pondaungia cotteri nur ein einziger Satz gewidmet, da ihre verwandtschaftliche Zuordnung „wenig sicher“ sei und sie daher teils den Anthropoidea, teils den Adapiformes, einer ausgestorbenen Primatengruppe der Feuchtnasenaffen, zugerechnet wurden.
Im Jahr 2004 wurden in einer französischen Fachzeitschrift zusätzliche Unterkiefer und einzelne Zähne aus der Pondaung Formation beschrieben und diese mit den bereits bekannten Fossilien von Amphipithecus und Pondaungia verglichen. Mit dem Ergebnis, dass beide der Familie Amphipithecidae innerhalb der Altweltaffen zugeschrieben wurden. Jedoch wurde von den Autoren der Studie im zweiten Schritt die Zuschreibung zu zwei Arten verworfen: Alle Funde wurden im Einklang mit den Internationalen Regeln für die Zoologische Nomenklatur der als erstes wissenschaftlich beschriebenen Gattung Pondaungia zugeordnet, wodurch Amphipithecus zu einem bloßen Synonym herabgestuft wurde. Die Autoren argumentierten, dass das Typusexemplar von Pondaungia cotteri zu Lebzeiten ein kleinwüchsiges Individuum gewesen sei, das Typusexemplar von Amphipithecus mogaungensis hingegen ein großwüchsiges. Abgesehen von ihrer unterschiedlichen Größe besäßen beide die gleichen morphologischen Merkmale, was auf einen sowohl bei ausgestorbenen als auch bei heute lebenden Affen nicht unüblichen Sexualdimorphismus zurückgehe. Dieser Interpretation zufolge ist Amphipithecus mogaungensis das Synonym für ein männliches Exemplar von Pondaungia cotteri. Auch die im Jahr 2002 auf der Grundlage von mehreren Fossilien eingeführte Art Pondaungia savagei wurde als männliche Variante von Pondaungia cotteri interpretiert.
Ebenfalls im Jahr 2004 behielt eine andere Forschergruppe die Trennung der Fossilien in zwei Arten bei. In dieser Studie wurde herausgestellt, dass die kleineren Exemplare vier bis fünf Kilogramm wogen, die größeren acht bis neun Kilogramm. Auch auf der Website von National Geographic wird Amphipithecus weiterhin als eine von mehreren Gattungen der Amphipithecidae geführt.

## Belege
1. ↑  Edwin H. Colbert: A New Primate from the Upper Eocene Pondaung Formation of Burma. In: American Museum Novitates. Nr. 951, 1937, S. 1–18, Volltext (PDF).
2. ↑   Khin Zaw et al.: The oldest anthropoid primates in SE Asia: Evidence from LA-ICP-MS U–Pb zircon age in the Late Middle Eocene Pondaung Formation, Myanmar. In: Gondwana Research. Band 26, Nr. 1, 2014, S. 122–131, doi:10.1016/j.gr.2013.04.007.
Pondaung anthropoid primates palaeontological sites auf der Vorschlagsliste zur World Heritage List der UNESCO. Abgerufen am 15. November 2022.
3. 1 2   Russell L. Ciochon et al.: Anthropoid Origins in Asia? New Discovery of Amphipithecus from the Eocene of Burma. In: Science. Band 229, Nr. 4715, 1985, S. 756–759, doi:10.1126/science.229.4715.756.
4. ↑  Jean-Jacques Jaeger et al.: New Myanmar middle Eocene anthropoids. An Asian origin for catarrhines? In: Comptes Rendus de l'Académie des Sciences – Series III – Sciences de la Vie. Band 321, Nr. 11, 1998, S. 953–959, doi:10.1016/S0764-4469(99)80010-9.
5. 1 2   Jean-Jacques Jaeger et al.: Systematics and paleobiology of the anthropoid primate Pondaungia from the late Middle Eocene of Myanmar. In: Comptes Rendus Palevol. Band 3, Nr. 4, 2004, S. 243–255, doi:10.1016/j.crpv.2004.05.003.
6. ↑  Guy Ellcock Pilgrim: A Sivapithecus palate and other primate fossils from India. In: Memoirs of the Geological Survey of India. Palæontologia Indica new ser. Band 14, 1927, S. 1–26.
7. ↑  Elwyn L. Simons: New Fossil Apes from Egypt and the Initial Differentiation of Hominoidea. In: Nature. Band 205, 1965, S. 135–139, doi:10.1038/205135a0
8. ↑  Frederick S. Szalay: Late Eocene Amphipithecus and the Origins of Catarrhine Primates. In: Nature. Band 227, 1970, S. 355–357, doi:10.1038/227355a0.
9. ↑  Elwyn L. Simons: Relationships of Amphipithecus and Oligopithecus. In: Nature. Band 232, 1971, S. 489–491, doi:10.1038/232489a0.
10. ↑  Frederick S. Szalay: Amphipithecus Revisited. In: Nature. Band 236, 1972, S. 179–180, doi:10.1038/236179a0.
11. ↑   Richard F. Kay, Callum Ross und Blythe A. Williams: Anthropoid Origins. In: Science. Band 275, Nr. 5301, 1997, S. 797–804, doi:10.1126/science.275.5301.797.
12. ↑  Gregg F. Gunnell et al.: New assessment of Pondaungia and Amphipithecus (Primates) from the late middle Eocene of Myanmar, with a comment on 'Amphipithecidae'. In: The University of Michigan (Hrsg.): Contributions from the Museum of Paleontology. Band 30, Nr. 13, 2002, Zugang zum Volltext.
13. ↑  Richard F. Kay et al.: The paleobiology of Amphipithecidae, South Asian late Eocene primates. In: Journal of Human Evolution. Band 46, Nr. 1, 2004, S. 3–24, doi:10.1016/j.jhevol.2003.09.009, Volltext (PDF).
14. ↑  Where did all these monkeys come from? – Fossil teeth may hint at an Asian origin for anthropoid primates. Auf: nationalgeographic.com vom 27. Oktober 2010. Zuletzt abgerufen am 15. November 2022.